# 石棚山

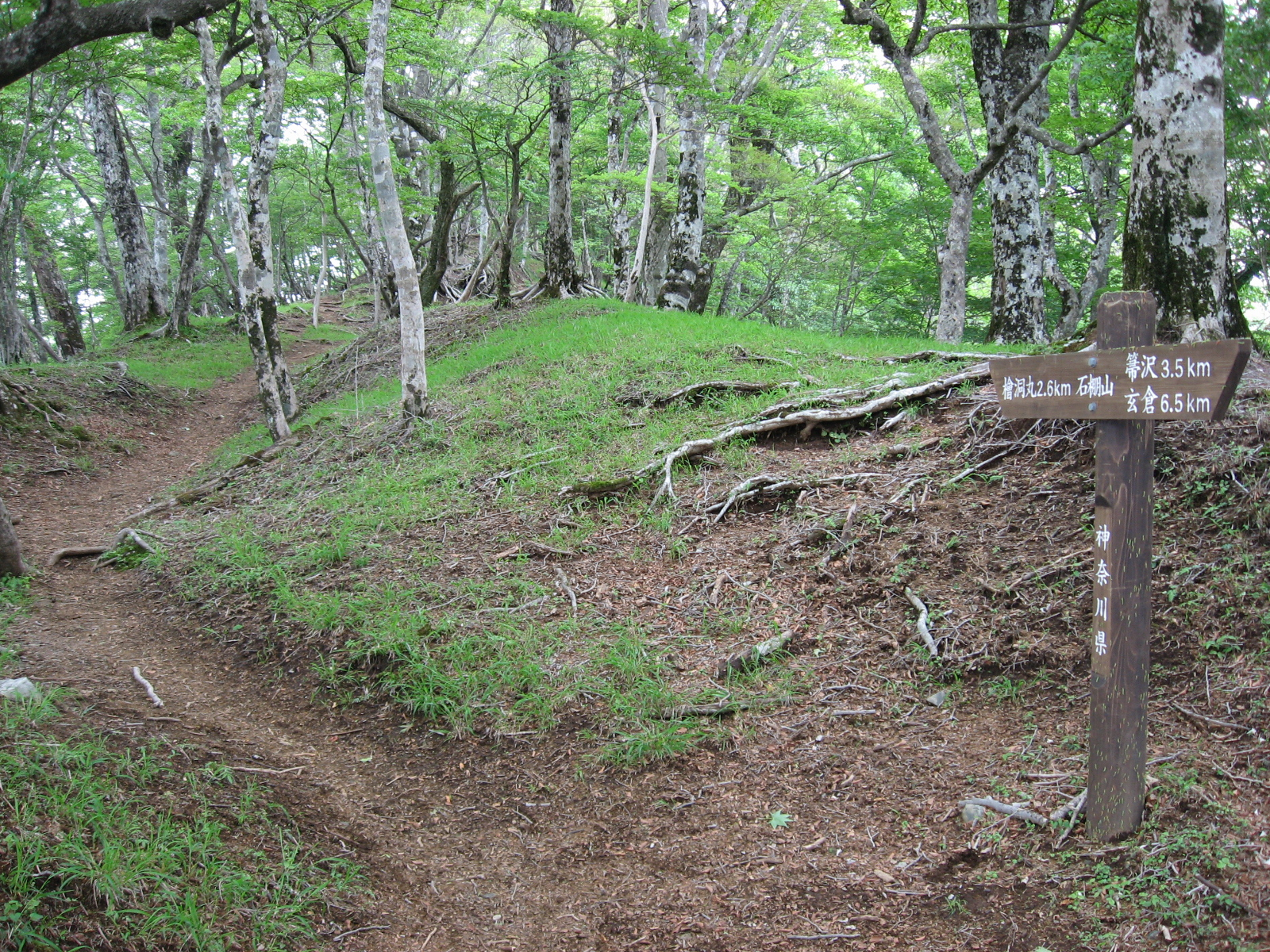
石棚山の山頂

石棚山（いしだなやま）は丹沢山地の石棚山稜にある標高1,351mの山である。神奈川県足柄上郡山北町内にあり、丹沢大山国定公園に含まれる。
石棚山付近の稜線は平坦で、標識が無ければどこが山頂か分からないほどである。周辺はブナ林が広がっている。

## 登山道
- 箒沢公園橋 - 板小屋沢ノ頭 - 石棚山 （約2時間30分）
- 玄倉 - 立間大橋 - 西丹沢県民の森 - 石棚山 （約3時間30分）

※コースタイムは参考値

## 周辺の山
- ヤブ沢ノ頭
- 板小屋沢ノ頭
- テシロノ頭
- 檜洞丸
- 同角ノ頭

## 周辺の登山施設
- 青ヶ岳山荘 （檜洞丸直下）